# 비베카난다

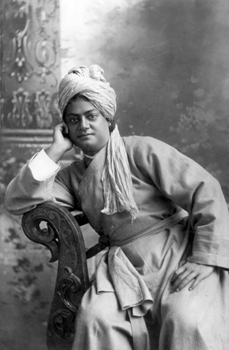
비베카난다

비베카난다(영어: Vivekananda, 1862년 1월 12일 ~ 1902년 7월 4일)는 인도의 종교가이다.
벵골 사람으로, 라마크리슈나의 애제자(愛弟子)였다. 처음 이름은 나렌드라나트 다타(Narendranath Dutta)였고, 캘커타 대학에서 수학한 수재이며 설득력이 풍부한 고결한 인격의 소유자였다. 뒤에 스승 라마크리슈나를 만나 그로부터 결정적인 감화를 받고 세속을 떠나 6년간 히말라야 산중에서 수도하여 이미 지니고 있던 서구적 교양과 지성 위에 열렬한 힌두교 신앙을 전개시켰다.
1893년 시카고에서 열린 세계종교회의에서 행한 연설은 동양과 서양의 정신적 융합을 강조하여 네오 힌두이즘(Neo Hinduism)으로서 커다란 반향을 불러일으켰다. 그 뒤에 다시 미국에 건너가 라마크리슈나 미션을 설립하여 베단타 사상의 보급에 힘쓰고 <각성(覺醒) 인도(Prabuddha Bharata)>라는 잡지를 발간하였다. 그의 사상의 특색은 종래의 힌두교 개혁자들이 근대화라는 명분 아래 자칫하면 우상숭배를 금지하였던 것에 반대하여 예로부터 내려오는 본래의 힌두교를 보전하자는 것을 강조했던 점에 있다. 또한 그는 일체의 종교는 참다운 의미에 있어서 선(善)이라 보고 종교적 보편성과 관용성을 주장하는 한편 기독교로 대표되는 서양문명에 경종을 울리고, 인도의 정신문명 특히 베단타 철학의 불이일원사상(不二一元思想)이야말로 이를 구원할 수 있는 것이라고 한 점에 있다. 그러나 당시 인도의 실정은 빈곤과 질병·기근 등의 사회적 문제가 산적해 있었는데 이런 비참한 현실은 서양의 교육과 기술 도입에 의한 새로운 생활양식에 따라 극복되지 않으면 안 된다고 하였다. 저서로는 <나의 스승(My Master)> 등이 있다.

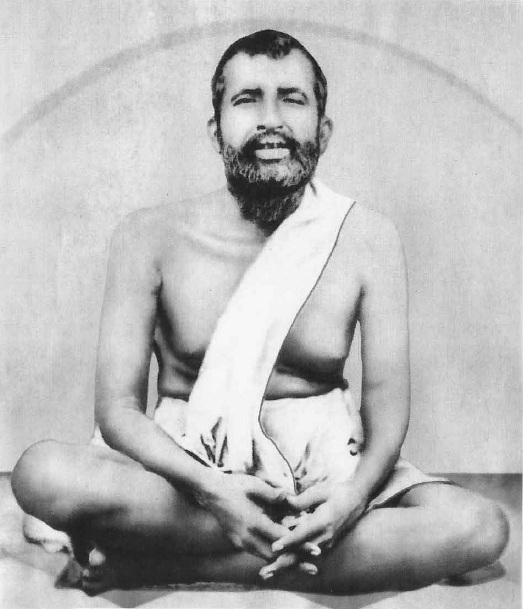
스승, 라마크리슈나
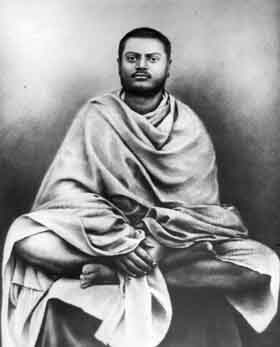
비베카난다《첸나이, 1886년》
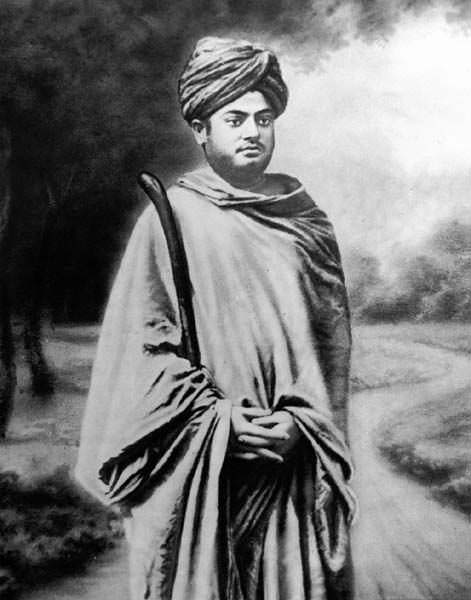
비베카난다《자이푸르, 1891- 1892년》
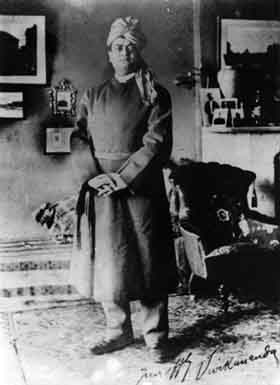
비베카난다《시카고, 1893년》
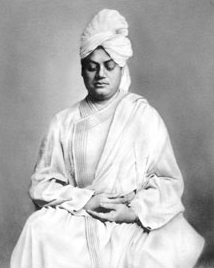
비베카난다《런던, 1896년》
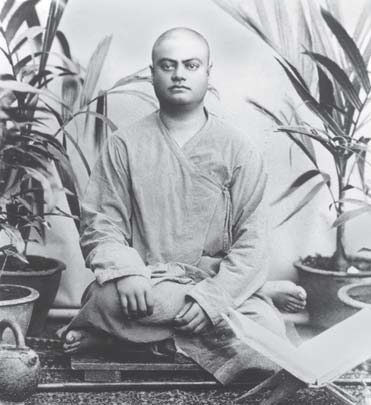
비베카난다《첸나이, 1897년》
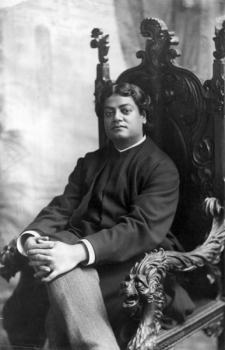
비베카난다《캘리포니아 주, 1900년》
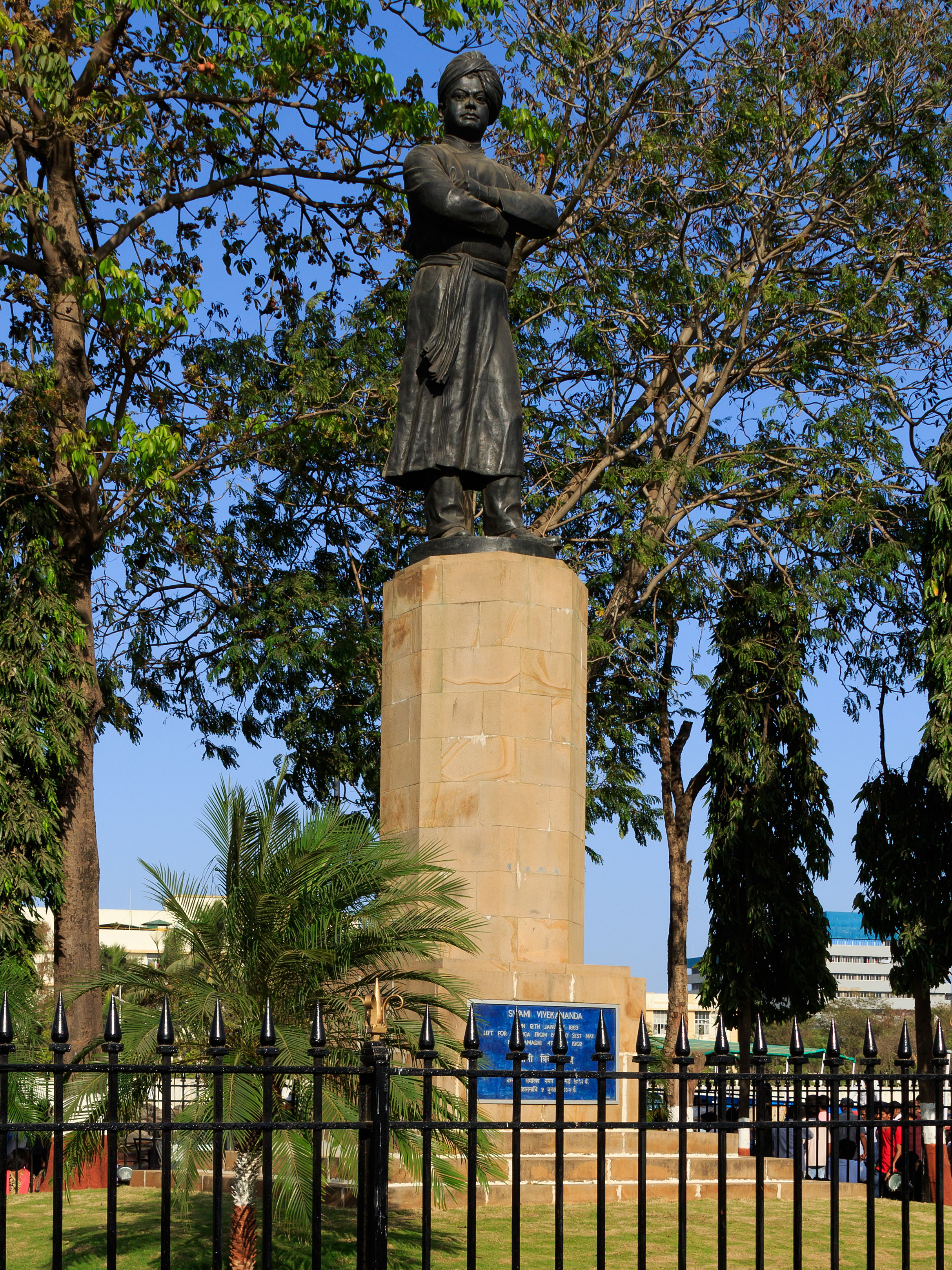
동상《뭄바이》
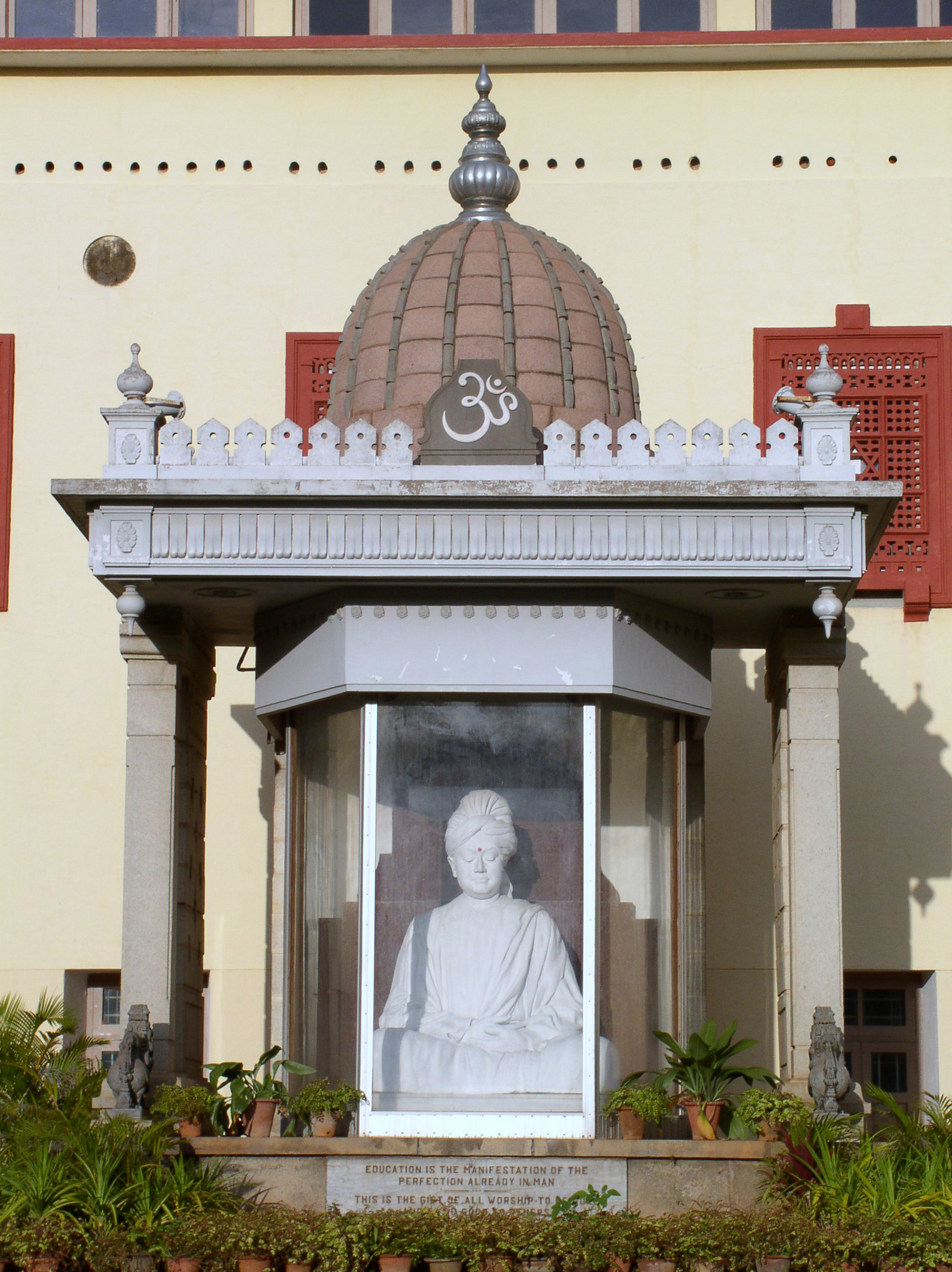
동상《마이소르》
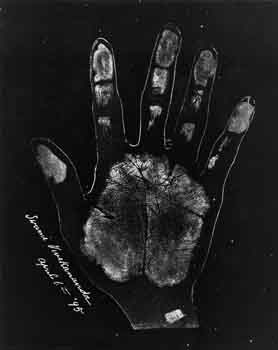
손바닥
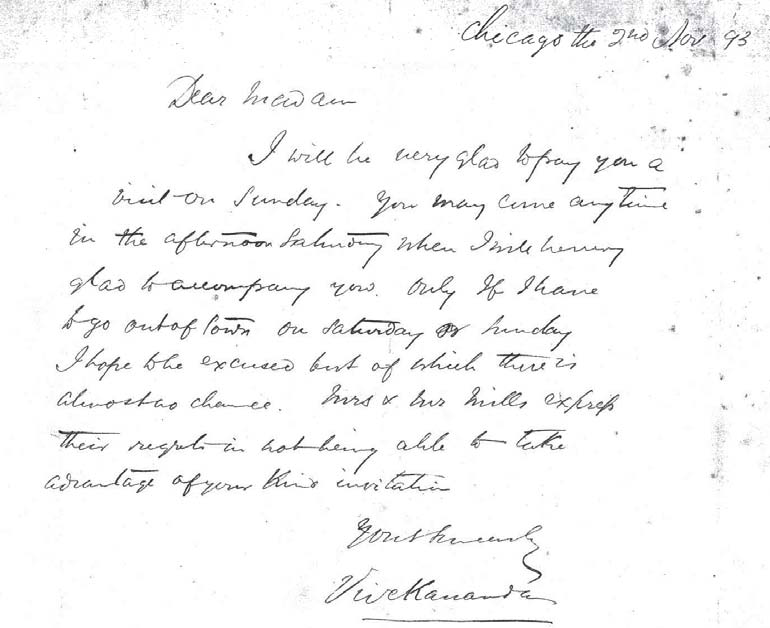
편지《1893년 11월》

## 같이 보기
- 아트만
- 자기조절
- 영혼
- 요가

## 참고 문헌
- 이 문서에는 다음커뮤니케이션(현 카카오)에서 GFDL 또는 CC-SA 라이선스로 배포한 글로벌 세계대백과사전의 내용을 기초로 작성된 글이 포함되어 있습니다.